# Hiperbilirubinemija
Hiperbilirubinemija je patološki proces pri katerem gre za abnormalno povišanje vrednosti bilirubina v krvi. Navadno je posledica hiperbilirubinemije zlatenica.